# 崔学東
崔 学東（さい がくとう）は、中国の二胡奏者。

## 経歴
幼少の頃より二胡を学ぶ。瀋陽音楽学院民族系二胡専攻で大学卒業。1978年、国家級重点劇院「瀋陽評劇院」へ所属。楽団首席二胡奏者として中国各地で演奏活動を行う。1985年、「瀋陽芸術学校」にて講師、分校長に就任。1997年、「瀋陽歌舞団民族楽団」にて団長に就任。
2000年、日本公演を沖縄の琉球村にて開催し、日本人への愛着が深くなる。2009年に再来日し、熱田区にて崔学東二胡教室開校し、栄、一宮、鳴海中日文化センターにて二胡教室を担当。
2010年、宗次ホールにてリサイタル（チケット完売）。2011年、東郷町民会館にて変面&二胡で二胡演奏を披露（チケット完売）。東日本大震災で被災された方のために名古屋市中村文化小劇場、白鳥庭園、一宮市にてチャリティコンサートを開催。
現在は、日本を拠点に活動中。

## ディスコグラフィー
アルバム
- 崔学東　二胡名曲集

著書
- 評価芸術音楽
- 中国民族器楽的発展
- 中小学生民族器楽教程